# 石原忠男
石原 忠男（いしはら ただお、1917年3月4日 - 2006年3月25日）は、日本の経済学者。

## 略歴
東京出身。1940年中央大学経済学部卒業、東京芝浦電機調査課勤務、1942年から1944年まで中央大学大学院に在籍。1948年中央大学経済学部講師、1950年助教授、1955年教授、商学部教授。1987年定年、名誉教授。日本科学者会議の創立に参加し、全国幹事、のち参与。1975年から1979年まで経済理論学会代表幹事。1990年勲三等旭日中綬章受章。

## 著書
- 『経済学の基礎理論』三和書房 1952
- 『経済学 その生成と発展』三和書房 1954
- 『恐慌の経済理論』未来社 1960
- 『経済学原論』学芸書房 1963
- 『マルクス主義経済学の基礎』日本評論社 1964
- 『経済原論 『資本論』の体系』青木書店 1975
- 『『資本論』の心』中央大学出版部 1985

### 共編著
- 『資本論の展開 批判・反批判の系譜』越村信三郎、古沢友吉共編著 同文館出版 1967
- 『独占資本論への道 現代資本主義への理論的接近』越村信三郎、古沢友吉共編著 同文館出版 1969
- 『現代資本主義の構造分析』越村信三郎、古沢友吉共編著 同文館出版 1972

## 論文
- <石原忠男